# Péter Klobusiczky
Péter Klobusiczky (Fehérgyarmat, 26 giugno 1754 – Kalocsa, 2 luglio 1843) è stato un arcivescovo cattolico ungherese.

## Biografia
Entrò nella Compagnia di Gesù il 17 ottobre 1769. Fu ordinato diacono il 24 agosto 1774, e divenne sacerdote il 25 settembre 1775. Il 10 luglio 1807 fu nominato con decreto imperiale di Francesco I vescovo di Satu Mare. Questa nomina fu confermata da papa Pio VII il 10 gennaio 1808.
Fu consacrato il 21 febbraio 1808 dall'arcivescovo di Eger, István Fischer de Nagy. Co-consacrante era il vescovo di Rožňava, Ferenc Szanyi. Visse, come il suo predecessore, come ospite nel castello della famiglia del conte Károlyi Erdödi fino al completamento della sua residenza. Completò la cattedrale e la residenza del vescovo con il seminario e tenne dal 23 al 26 settembre 1821 il primo sinodo diocesano.
L'imperatore lo nominò il 21 dicembre 1821 arcivescovo metropolita di Kalocsa, e fu confermato anche da Pio VII il 19 aprile 1822. Costruì un ospedale e una casa di cura a Kalocsa. Péter Klobusiczky morì il 2 luglio 1843 e fu sepolto nella cripta della cattedrale di Kalocsa.

## Genealogia episcopale e successione apostolica
La genealogia episcopale è:
- Cardinale Scipione Rebiba
- Cardinale Giulio Antonio Santori
- Cardinale Girolamo Bernerio, O.P.
- Arcivescovo Galeazzo Sanvitale
- Cardinale Ludovico Ludovisi
- Cardinale Luigi Caetani
- Cardinale Ulderico Carpegna
- Cardinale Paluzzo Paluzzi Altieri degli Albertoni
- Cardinale Flavio Chigi
- Papa Clemente XII
- Cardinale Giovanni Antonio Guadagni, O.C.D.
- Cardinale Cristoforo Migazzi
- Cardinale József Batthyány
- Arcivescovo Ferenc Fuchs
- Arcivescovo István Fischer de Nagy
- Arcivescovo Péter Klobusiczky

La successione apostolica è:
- Vescovo Pál Mátyás Szutsits (1828)
- Vescovo Aleksandar Alagović (1830)
- Vescovo Emerik Osegovich Barlabassevecz (1834)